# CiBy 2000
«CiBy 2000», или «CiBy Pictures» (в фильме Твин Пикс: Огонь, иди со мной), — французская кинокомпания. Была основана в 1990 году французским предпринимателем Франсисом Буигом, основателем компании Bouygues S.A.. Имеет подразделение «CiBy Distribution», которое занимается дистрибуцией фильмов во Франции, в основном лент собственного производства.
В 1998 году «CiBy 2000» прекращает производство фильмов, а в 1999 году каталог фильмов компании был продан. Впоследствии компания возобновила работу.
Компания производит в основном артхаусные ленты. Среди режиссёров, снимавших на «CiBy 2000» — Педро Альмодовар, Дэвид Линч, Эмир Кустурица, Вим Вендерс.